# Den ortodokse kirke i Alexandria
Den ortodokse kirke i Alexandria tilhører de autokefale ortodokse kirker og er ansvarlig for Algeriet, Egypten, Libyen, Marokko, Sudan og Tunesien. Den ledes af et patriarkat samt synoden. Grundlægger af den ortodokse kirke i Alexandria regnes for at være Markus.